# Valentin Eck
Valentin Eck (Ecchius) (ur. ok. 1494 w Lindau (Bodensee), zm. przed 28 września w 1556 w Bardiowie) – szwajcarski wędrowny humanista, poeta neołaciński i uczony. Powiązany z Akademią Krakowską i krakowskim środowiskiem wczesnohumanistycznym.
Pochodził z Lindau (Bodensee). Studiował wpierw w Lipsku, a w latach 1511-1517 w Krakowie. W 1513 otrzymał bakalaureat w Akademii Krakowskiej. 
W 1517 przeniósł się na Węgry, obejmując rektorat szkoły w Bardiowie. Stale utrzymywał jednak kontakty z Polską. W roku 1520-21, a być może również 1537-1539, wykładał w Krakowie. Tam też drukował większość swoich prac. Do jego przyjaciół należeli Rudolf Agricola (Młodszy), Jan Dantyszek, Jan z Wiślicy, Ludwik Decjusz, Leonard Cox.
Głównym dziełem Ecka jest podręcznik sztuki wierszowania De versificandi arte opusculum, wydany w 1515, 1521 i 1539. Eck jest ponadto autorem wierszy i dzieł prozą, przeważnie o treści publicystycznej – np. panegiryku o zwycięstwie Zygmunta I pod Orszą z 1514. Utwór polityczny De Reipublicae administratione dialogus (1520) opierając się na Platońskiej filozofii państwa kreśli wzorzec renesansowego władcy jako osoby o rozległej wiedzy i wysokich standardach moralnych. 
Prowadził także działalność edytorską – razem z Rudolfem Agricolą wydawał teksty autorów klasycznych.

## Dzieła
- Elegiacum Carmen in laudem Philippi Bervaldi, ad Rudolphum suum Agricolam..., Cracoviae 1512
- Hymnus exhortatorius ad Cracoviam..., 1514
- Lucii Flori Bellorum Romanorum Libr. IV..., 1515
- De arte versificandi opusculum..., 1515, 1521, 1539
- Utrum prudenti Viro sit ducenda Vxor, 1518
- Ad Clarissimos Viros, Dominum Petrum Czipser, et Andream Reuber, Bartphani populi..., 1518
- De Mundi contemptu et Virtute amplectenda Dialogus... 1519, 1528
- Apophoreticum Carmen de Christi Natiuitate, Elegis compositum..., 1520
- De Reipublicae administratione Dialogus..., 1520
- Q. Horatii Flacci Liber de Arte Poetica ad Pisones..., 1521
- Q. Horatii Flacci Epistolarum Libri II..., 1522
- De Ratione legendi Auctores Libellus, 1525, 1534
- Aurelii Prudentii Clementis Viri Consularis Liber Peristephanon, hymnos in laudem Sanctorum, qui Martyrio coronati sunt, complexus..., 1526
- Diui Aurelii Augustini, Hipponensis Episcopi, de Vita Christiana ad sororem suam viduam Liber I..., 1529
- Epigrammatum Sacrorum Liber..., 1537
- Epigrammata Pannoniae Luctui, quo Principum aliquot et insignium Virorum mortesaliique funesti Casus deplorantur..., 1544
- Elegiacon ad doctissimum Virum D. Joannem Benedictum, Cracou... Canonicum..., 1545